# 334
334 (CCCXXXIV) je bilo navadno leto, ki se je po julijanskem koledarju začelo na torek.

## Dogodki
- Flavij Dalmacij zaduši upor na Cipru pod vodstvom Kalokerja; slednji je odpeljan v Tarz in usmrčen.
- Julius Firmicus Maternus med kolobarjastim Sončevim mrkom zabeleži prvo znano opazovanje sončevih protuberanc.

## Rojstva
- papež Siricij, rimski papež Rimskokatoliške cerkve

## Smrti
- Kaloker, rimski uzurpator